# Рукан
Рука́н (фр. Roucamps) — коммуна во Франции, находится в регионе Нижняя Нормандия. Департамент коммуны — Кальвадос. Входит в состав кантона Оне-сюр-Одон. Округ коммуны — Вир.
Код INSEE коммуны — 14544.

## Население
Население коммуны на 2010 год составляло 194 человека.
| 1962 | 1968 | 1975 | 1982 | 1990 | 1999 | 2010 |
| ---- | ---- | ---- | ---- | ---- | ---- | ---- |
| 176  | 174  | 144  | 158  | 178  | 145  | 194  |

## Экономика
В 2010 году среди 119 человек трудоспособного возраста (15—64 лет) 92 были экономически активными, 27 — неактивными (показатель активности — 77,3 %, в 1999 году было 64,0 %). Из 92 активных жителей работали 83 человека (45 мужчин и 38 женщин), безработных было 9 (4 мужчины и 5 женщин). Среди 27 неактивных 7 человек были учениками или студентами, 13 — пенсионерами, 7 были неактивными по другим причинам.